# Oś elewacji

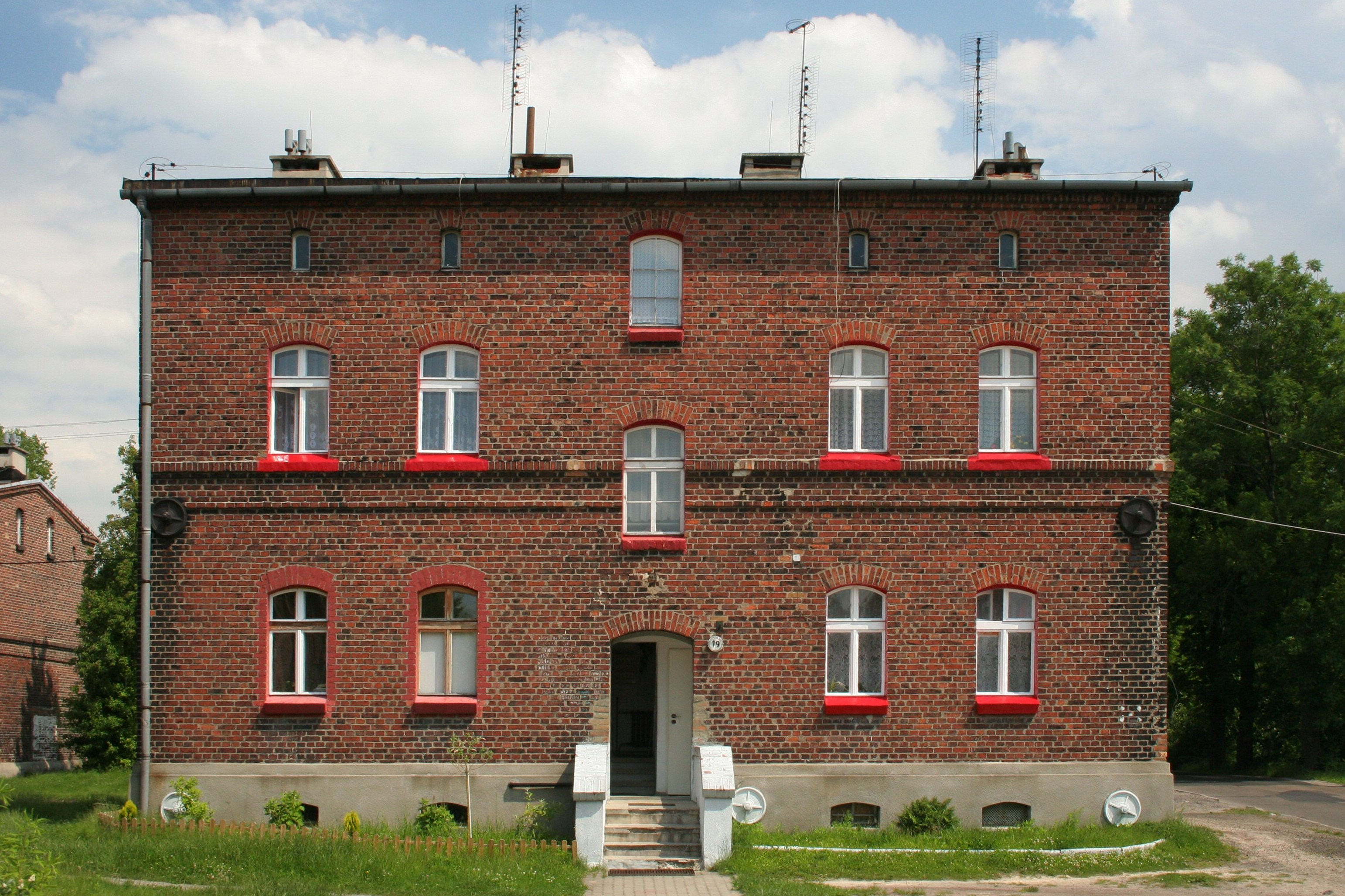
Elewacja 5-osiowa z wejściem w osi 3

Oś elewacji – umowna pionowa linia wyznaczona na elewacji przez otwory okienne i drzwiowe. Osie elewacji numerowane są od strony lewej do prawej, poczynając od jedności, tj. 1, 2, 3 itd. W zależności od układu okien i drzwi liczba osi na poszczególnych kondygnacjach może być różna. Wyznaczanie osi elewacji jest pomocne w opisach budynków stosowanych dokumentacjach projektowych lub konserwatorskich - poszczególne elementy elewacji (portale, balkony, wykusze, ryzality i in.) lokalizowane są poprzez określenie osi i kondygnacji.